# Elsa Baquerizo
Elsa María Baquerizo McMillan (New York, 25 juni 1987), spelersnaam Elsa, is een voormalige Spaanse beachvolleybalspeler. Tussen 2008 en 2021 kwam ze in actie bij 130 internationale toernooien op het hoogste niveau. Ze vormde het grootste deel van haar carrière een team met Liliana Fernández. Samen wonnen ze drie medailles bij de Europese kampioenschappen en namen ze deel aan drie opeenvolgende Olympische Spelen. Elsa werd daarnaast zeven keer Spaans kampioen.

## Carrière

### 2007 tot en met 2012
Elsa speelde nagenoeg haar gehele carrière met Liliana. Het duo werd in 2007 vierde bij de wereldkampioenschappen onder 21 in Modena en debuteerde een jaar later in de FIVB World Tour; ze namen deel aan zes internationale toernooien met een dertiende plaats in Dubai als beste resultaat. Het jaar daarop kwamen ze bij elf mondiale toernooien tot een vijfde plaats in Phuket. Bij de Europese kampioenschappen in Sotsji strandden Elsa en Liliana na drie nederlagen in de groepsfase en bij de EK onder 23 in Jantarny eindigden ze verder als zevende. In 2010 was het duo actief op twaalf toernooien in de World Tour met een vijfde plaats (Phuket) als beste resultaat. Bij de EK in Berlijn gingen ze als groepswinnaar door naar de achtste finale waar ze werden uitgeschakeld door het Oostenrijkse tweetal Barbara Hansel en Sara Montagnolli. Tussen 2009 en 2014 werden Elsa en Liliana bovendien zesmaal op rij Spaans kampioen.

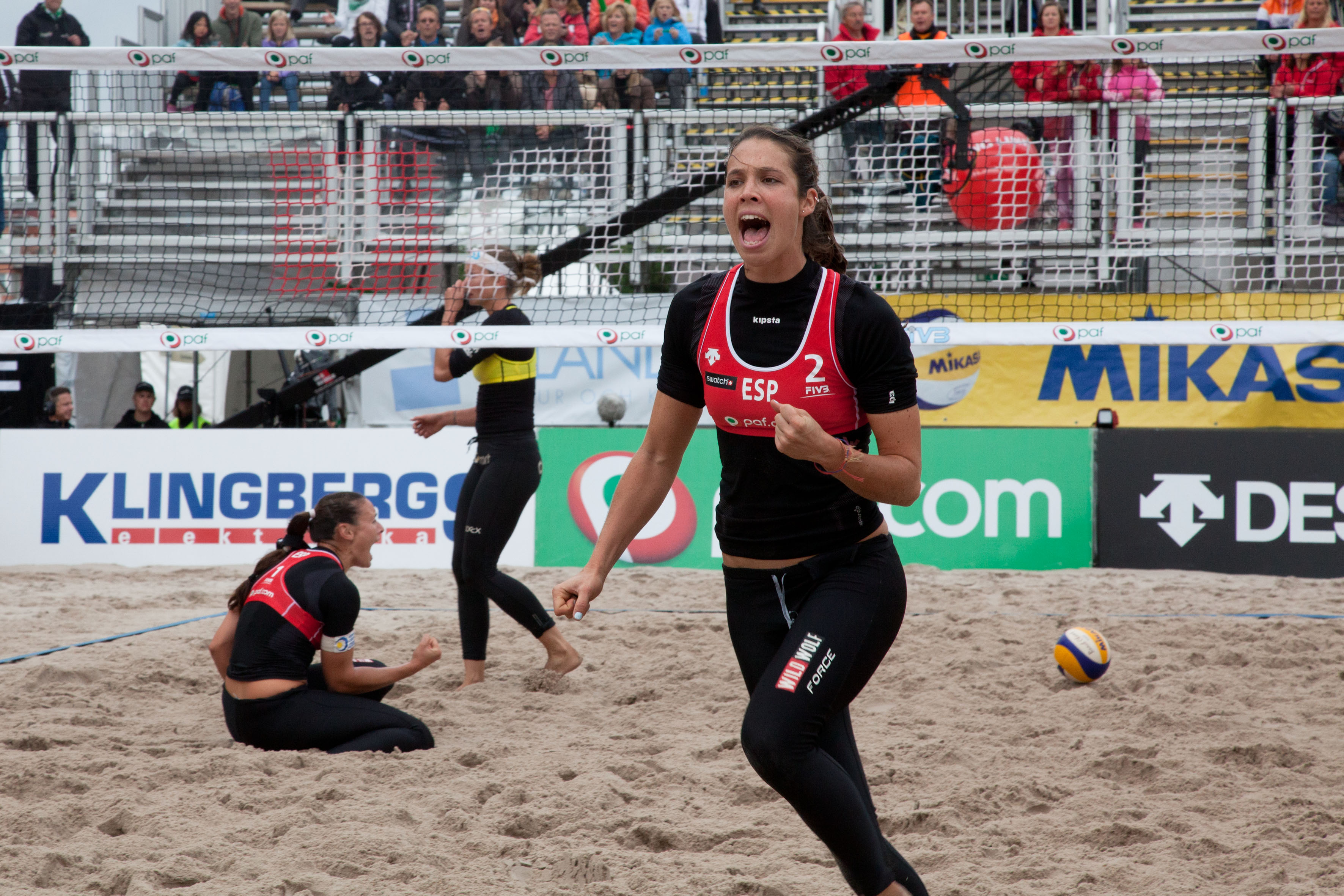
Elsa in actie tijdens de Åland Open (2012)

Het daaropvolgende seizoen namen ze deel aan de wereldkampioenschappen in Rome; daar bereikten Elsa en Liliana de achtste finale die verloren werd van de Amerikaansen Lauren Fendrick en Brooke Hanson. Bij de overige twaalf wedstrijden in de internationale competitie kwamen ze tot een vierde plaats in Quebec en twee vijfde plaatsen in Stare Jabłonki en Klagenfurt. Bij de EK in Kristiansand strandde het tweetal vanwege een blessure in de groepsfase. In 2012 wonnen ze bronzen medaille bij de EK in Scheveningen door het Tsjechische duo Lenka Háječková en Hana Klapalová in de troostfinale te verslaan. Bij de Olympische Spelen in Londen einidgden Elsa en Liliana als gedeeld negende nadat ze in de achtste finale werden uitgeschakeld door de Italiaansen Greta Cicolari en Marta Menegatti. Op mondiaal niveau behaalden ze bij negen FIVB-toernooien verder nog een tweede plaats op Åland en vijfde plaatsen in Shanghai en Klagenfurt.

### 2013 tot en met 2016
Het jaar daarop deed het duo mee aan tien reguliere FIVB-toernooien. Ze kwamen daarbij tot onder meer een tweede (Fuzhou), een derde (Moskou) en twee vijfde plaatsen (Corrientes en Den Haag). Bij de WK in Stare Jabłonki werden Elsa en Liliana in de achtste finale uitgeschakeld door het Amerikaanse duo April Ross en Whitney Pavlik. In Klagenfurt werden ze bovendien Europees vice-kampioen achter de Oostenrijkse zussen Doris en Stefanie Schwaiger. In 2014 noteerde het duo bij negen mondiale toernooien enkel toptienklasseringen; in Stavanger eindigden ze als tweede en in Moskou en Long Beach werden ze vierde. Bij de EK in Cagliari verloren Elsa en Liliana de kwartfinale van Victoria Bieneck en Julia Großner uit Duitsland.
Het daaropvolgende seizoen kwamen ze tot de achtste finale van de WK in Nederland, waar ze werden uitgeschakeld door de Braziliaansen Taiana Lima en Fernanda Alves. Bij de EK in Klagenfurt eindigden ze eveneens als negende nadat de achtste finale verloren werd van het Griekse duo Vassiliki Arvaniti en Maria Tsiartsiani. In de World Tour namen ze verder deel aan tien reguliere toernooien – vijfde plaatsen in Moskou en Long Beach als beste resultaat – en sloten ze het seizoen af met een zevende plaats bij de World Tour Finals in Fort Lauderdale. In 2016 speelden Elsa en Liliana dertien reguliere wedstrijden op mondiaal niveau waarbij ze tot twee tweede plaatsen (Sotsji en Long Beach) en een derde plaats (Cincinnati) kwamen. Bij zowel de EK in Biel/Bienne als de Olympische Spelen in Rio de Janeiro was de achtste finale het eindstation; ze verloren respectievelijk van de Françaises Laura Longuet en Alexandra Jupiter en de Russinnen Jekaterina Chomjakova en Jevgenia Oekolova. Elsa en Liliana sloten het seizoen af met een negende plaats bij de Finals in Toronto.

### 2017 tot en met 2021
In 2017 speelde Elsa afwisselend met Ángela Lobato, Paula Soria en Amaranta Fernández en nam ze deel aan vijf toernooien in de World Tour. Met Amaranta deed ze verder mee aan de WK in Wenen waar ze in de zestiende finale werden uitgeschakeld door het Amerikaanse duo Sara Hughes en Kelly Claes. Met Soria werd Elsa nationaal kampioen en eindigden ze als negende bij de EK in Jurmala nadat Tina Graudina en Anastasija Kravčenoka uit Letland in de achtste finale te sterk waren. Het jaar daarop partnerde ze opnieuw met Liliana. Ze namen deel aan tien FIVB-wedstrijden met een vijfde plaats in Warschau als beste resultaat. Bij de EK in Nederland eindigde het tweetal als vierde nadat er in de halve finale verloren werd van Nina Betschart en Tanja Hüberli uit Zwitserland en nadat er in de troostfinale werd opgegeven vanwege een blessure.
In 2019 wonnen Elsa en Liliana het brons bij de EK in Moskou ten koste van de Zwitsersen Joana Heidrich en Anouk Vergé-Dépré. Bij de WK in Hamburg was het Russische duo Nadezjda Makrogoezova en Svetlana Cholomina in de zestiende finale te sterk. In de World Tour kwamen ze bij tien toernooien tot twee vijfde plaatsen (Espinho en Moskou) en ze sloten het seizoen ook af met een vijfde plaats bij de Finals in Rome. Daarnaast wonnen ze in Haiyang het olympisch kwalificatietoernooi. Het seizoen daarop eindigden ze als negende bij de EK in Jurmala nadat de achtste finale verloren werd van Riikka Lehtonen en Niina Ahtiainen uit Finland. In 2021 nam het duo in aanloop naar de Spelen deel aan vijf FIVB-toernooien met een negende plaats in Doha als beste resultaat. Bij de Olympische Spelen in Tokio eindigden Elsa en Liliana opnieuw als negende nadat de achtste finale verloren werd van Melissa Humana-Paredes en Sarah Pavan uit Canada. Na de nationale kampioenschappen beëindigde ze haar beachvolleybalcarrière.

## Palmares
Kampioenschappen
- 2009:  NK
- 2010:  NK
- 2011: 9e WK
- 2011:  NK
- 2012:  EK
- 2012: 9e OS
- 2012:  NK
- 2013: 9e WK

- 2013:  EK
- 2013:  NK
- 2014:  NK
- 2015: 9e WK
- 2016: 9e OS
- 2017:  NK
- 2019:  EK
- 2021: 9e OS

FIVB World Tour
- 2012:  Åland Open
- 2013:  Fuzhou Open
- 2013:  Grand Slam Moskou
- 2014:  Grand Slam Stavanger
- 2016:  Sotsji Open
- 2016:  Cincinnati Open
- 2016:  Grand Slam Long Beach